# Francesco De Angelis (Politiker)

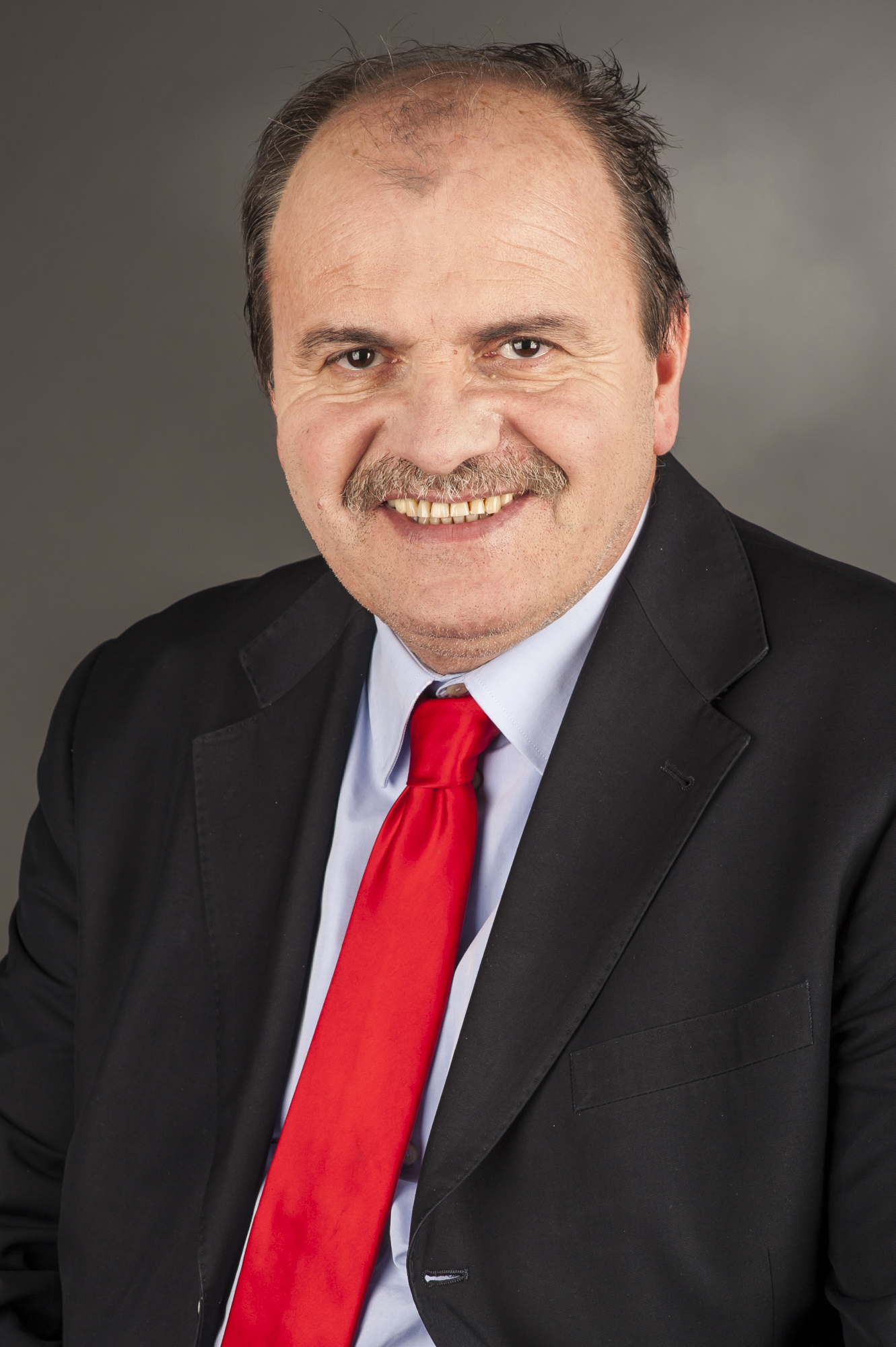
Francesco de Angelis 2014

Francesco De Angelis (* 4. Oktober 1959 in Ripi) ist ein italienischer Politiker des Partito Democratico. Von 1985 bis 1990 war er Mitglied des Gemeinderats von Ripi. Von 2009 bis 2014 war er Abgeordneter im Europäischen Parlament.
Am 17. August 2013 war er bei der Eröffnung des Casa Museo Académie Vitti in Atina Ehrengast.